# Zen Browser
O Zen Browser é um fork gratuito e de código aberto do Mozilla Firefox, com foco principal na privacidade, velocidade e personalização, e é licenciado sob a Mozilla Public License 2.0 (MPL 2.0).

## Desenvolvimento
O Zen Browser iniciou o desenvolvimento em 1º de abril de 2024, após ser mencionado em uma postagem do Reddit no subreddit r/browsers. Em 12 de julho de 2024, o primeiro lançamento público do Zen Browser foi lançado como uma versão Alpha, chamada 1.0.0-a.1. A partir do dia 28 de Dezembro de 2024,  o repositório no GitHub conta um total de 104 colaboradores no Zen Browser, 52 colaboradores no desktop e 52 colaboradores no site. O Zen Browser também tem uma versão Twilight, uma versão experimental instável para testar os recursos mais recentes. Em 10 de dezembro de 2024, a Zen entrou em sua fase beta e lançou sua nova marca "Zen", apresentando um novo logotipo e um novo site, com seu novo slogan: "Bem-vindo a uma internet mais calma ".

## Compatibilidade
O Zen Browser é compatível com Microsoft Windows, macOS e Linux. Ele tinha três opções de download: otimizado, feito para sistemas mais novos; genérico, feito para sistemas mais antigos; e ARM64, feito para dispositivos que rodam em arquiteturas ARM64. A versão otimizada usou Advanced Vector Extensions 2 (AVX2), um conjunto de instruções da CPU que melhora o desempenho de determinadas tarefas. Este conjunto de instruções está disponível apenas em processadores modernos. As compilações otimizadas foram descontinuadas em dezembro de 2024 devido ao forte número de usuários confusos, alto consumo de energia e incompatibilidade com optimizações do Clang.
As compilações otimizadas do Zen Browser são compatíveis apenas com as seguintes famílias de CPU:
- AMD
  - Carrizo
  - Bristol Ridge
  - Todas as CPUs Ryzen
- Intel
  - Processadores Desktop e Mobile
    - Intel Core de 4ª geração e mais recentes (todas as arquiteturas)
    - Celeron e Pentium Tiger Lake e mais recentes
    - Intel Core Série 1 e Série 2

  - Processadores de desktop e servidor de ponta (HEDT)
    - Intel Core série X (Skylake X, Cascade Lake)
    - Xeon Escalável (Cascade Lake)
    - Xeon Escalável (Cooper Lake)
    - 3ª geração Intel Xeon Escalável (Ice Lake, Cooper Lake)
    - 4ª geração Intel Xeon Scalable (Sapphire Rapids)
    - 5ª geração Intel Xeon Escalável (Emerald Rapids)

A versão Linux está disponível para download como Flatpak ou como AppImage . A versão macOS está disponível para AArch64 e Intel .

## Características
O Zen Browser adota o design de abas verticais, que pode ser econtrada em outros navegadores como Vivaldi, Microsoft Edge e Brave, e é especialmente proeminente no Arc Browser . Semelhante ao Arc, as guias verticais são essenciais para a identidade do Zen, mas há planos para implementar guias horizontais como um navegador tradicional em uma versão futura.
O Zen Browser tem muitos recursos distintos, como o Split View, que permite dividir qualquer número de abas em vários painéis lado a lado dentro de uma única janela; o Zen Sidebar, uma barra lateral destacável integrada para abrir sites lado a lado rapidamente; e o Zen Glance, um recurso para visualizar rapidamente um site sem sair da página atual.

O primeiro e o anterior logotipo Zen

Entretanto, o Zen Browser atualmente não tem suporte a DRM, porque não possui uma licença Widevine . O desenvolvedor declarou que está trabalhando para que a licença possa ser adquirida. Isso significa que a mídia protegida por DRM não poderá ser reproduzida no Zen Browser por enquanto, o que pode limitar o acesso a alguns serviços de streaming e conteúdo protegido por DRM como Netflix e Spotify.

## Recepção
Liam Proven do The Register elogiou o Zen Browser por ser um navegador sem o motor de pesquisa Google.
Jack Wallen, do ZDNet, elogiou o Zen por ser o "Firefox personalizável".

## Zen Mods
Zen Mods (anteriormente chamado de Loja de Temas) é um recurso do navegador Zen que usa temas UGC personalizados que só podem ser compatíveis com o Zen. Em 28 de dezembro de 2024, a loja de temas tinha 88 temas no total, aumentando ainda mais a personalização do navegador.

## Segurança
O Zen Browser possui vários recursos de segurança para proteger os dados e a privacidade do usuário:
- Construído na versão mais recente do Firefox: O Zen Browser é baseado na versão mais recente do Firefox, beneficiando-se das atualizações e patches de segurança do Firefox.[15]
- Proteção contra rastreamento: O navegador inclui proteção contra rastreamento, bloqueando terceiros de rastrear as atividades online dos usuários.[15]
- Suporte OCSP: O Zen Browser usa o Protocolo de Status de Certificado Online (OCSP) para verificar a validade dos certificados SSL dos sites, aumentando a segurança contra certificados expirados ou revogados.[15]
- Modo HTTPS somente: o Zen Browser tenta se conectar a sites via HTTPS sempre que possível, criptografando a comunicação entre o usuário e o site.[15]
- Padrões SSL rigorosos: conexões SSL inseguras são tratadas como quebradas por padrão, e o Zen Browser bloqueia conexões com sites que não atendem aos padrões de segurança modernos.[15]